# GRBAlpha
A GRBAlpha magyar műhold, amely 2022 novemberében készült el a CSFK Konkoly Thege Miklós Csillagászati Intézetében. A magyar–japán–szlovák–cseh együttműködésben megvalósult műhold célja asztrofizikai kutatások végzése. Az eddig épített legkisebb asztrofizikai műholdat 2021. március 22-én indították egy Szojuz–2.1a hordozórakétával Bajkonuri űrrepülőtérről. A műhold 500–550 km magasságú napszinkron pályán kering.

## Közreműködők[1]
- Kassai Műszaki Egyetem Repülőmérnöki Kara
- Konkoly Thege Miklós Csillagászati Intézet: Pál András és Mészáros László
- Hiroshima University: Masanori Ohno
- ELTE TTK Fizikai Intézet: Jakub Řípa
- Masaryk Egyetem Természettudományi Kara (Brno, Csehország)
- Brnói Műszaki Egyetem, Elektronikai és Infokommunikációs Kar (Brno, Csehország)

## Felépítése
A 10×10×11 centiméteres, 1U kategóriájú, 1195 g tömegű műholdban kapott helyet a tápegység, a rádióadóvevő-modul, a fedélzeti számítógép, a pontos időmérést lehetővé tévő GPS-vevő, valamint maga a detektor, amely a gamma-sugárzás méréséért felelős. A fedélzeti rendszereket a szlovák Spacemanic és a Needronix készítette a Kassai Műszaki Egyetem Repülőmérnöki Karának munkatársaival, együttműködésben a magyar csoporttal.